# Камиказе
Камиказе (神風); званични назив Токубецу Когекитај (特別攻撃隊), Токо Тај (特攻隊) или само Токо (特攻) су били пилоти самоубице. Камиказе је сложеница настала од речи „ками“ (神) што значи Бог и „казе“ (風) што значи ветар и обично се преводи као божански ветар. Том речју су Јапанци називали тајфун који је уништио флоту монголског освајача Кублај-кана 1281. Идеја о формирању специјалне јединице камиказа родила се за време Другог светског рата. Наиме, претпостављало се да ће савезници освојити историјски важне Филипине, па су Јапанци одлучили да, у садејству поморских и ваздушних сила, униште савезничку флоту у заливу Лејте. Међутим пошто је ваздушна флота располагала са скромних 40 летелица, што није било довољно за супротстављање савезницима, нашавши се у незавидној ситуацији, јапански адмирал Токијиро Ониши долази на идеју да опреми Зеро бомбом од 250 kg и њиме се слупа о носач авиона. 
Прву јединицу камиказа чинила су 23 пилота под командом Секи Јукиоуа. Сви пилоти су подвргавани специјалном тренингу. Пре самог полетања сваки пилот је пролазио кроз посебну церемонију. Од војске би примио посебна одликовања, потом би најближима написао опроштајно писмо и попио свој последњи саке. Сваки пилот би пре извршења самоубилачког чина летео у правцу планине Каимон, најјужније тачке Јапана где би салутирао „Сајонара“ и заувек се опростио од земље за коју ће дати живот. Њихов успешно обављен задатак подразумевао је њихову смрт. Симбол су им били бели шалови које су носили. 
Први подухват камиказа био је усмерен на крстарицу „Аустралија“, али бомба тешка 250 kg није експлодирала. Тек ће напад на носач авиона USS St. Lo уродити плодом. Ускоро је уследила права самоубилачка манија. Јапанци су трпали камиказе на сва могућа превозна средства, од патролних чамаца пуњених експлозивом, па чак и у торпеда вођена људском руком. Налети камиказа кулминирали су у бици за Окинаву. Тада је 1500 камиказа напало америчке крстарице које су штитиле носаче авиона закуцавши се у њих. Савезнички губици били су запрепашћујући. До краја Другог светског рата Јапанци су жртвовали скоро 44 хиљаде пилота и по њиховим изворима потопили 81, а онеспособили 195 пловила.
Камиказе (јап. божански ветар) су циклони који си 1274. и 1281. разбили монголску инвазиону флоту Кублај-кана у његовом покушају да заузме Јапан.
У Другом светском рату тако су се звали пилоти-добровољци који су се авионима, авион-бомбом или једрилица-бомбом, пуном експлозива, обрушавали на америчке ратне бродове. Први камиказа је био пилот Теранчи који је 14. априла 1944. обрушио на амерички торпедо лансиран према јапанском броду у конвоју и спречио погодак. Први организовани пилота камиказа извршен је на у поморско ваздушној бици 25. октобра 1944. при америчкој инвазији на Филипине. У току рата Јапанци су употребили 2550 пилота камиказа, од којих су 474 или 16,3% погодили циљ. Укупно су у тим нападима потопљена 23 америчка брода, а оштећено је 268.

## Галерија
- Подофицир Кијоши Огава
- Модел A6M5 52c у припреми за напад, 1945. година
- Носач авиона HMS Formidable (67) погођен од стране камиказе
- Јукијо Араки са још четворицом пилота 72-гој дивизији, Кагошима 26. мај 1945.
- Чиран средњошколке отпоздрављају пилоте